# South Gate Ridge
South Gate Ridge è un census-designated place (CDP) degli Stati Uniti d'America, situato in Florida, nella contea di Sarasota.